# Donaldo Álvarez Ruiz
Oberst Donaldo Álvarez Ruiz (* 22. August 1931) war von 1976 bis 1982 Ministro de Gobernación (Regierungsminister) in den Kabinetten der Generäle Kjell Eugenio Laugerud García und Fernando Romeo Lucas García in Guatemala.

## Leben
Donaldo Álvarez Ruiz studierte Rechtswissenschaft an der Universidad de San Carlos de Guatemala. 1962 erhielt er eine Zulassung als Rechtsanwalt. Er erlangte den ersten Platz bei einem zentralamerikanischen Hammerwerfwettbewerb. Er heiratete die Journalistin Irma Flaquer, welche ihm später zum Opfer fiel.
Anlässlich des Putsches von Alfredo Enrique Peralta Azurdia am 31. März 1963 beriet Álvarez die Streitkräfte Guatemalas bei der Gründung der Partido Institucional Democrático (PID), wurde Generalsekretär dieser Partei und 1966 Parlamentsabgeordneter.
Er organisierte Todesschwadronen, darunter von 3. Juni 1966 bis 1978 das Movimiento de Acción Nacionalista Organizado (MANO). Álvarez stellte Listen mit Menschen, welche gefoltert werden und verschwinden sollten, zusammen.
Der diktatorisch herrschende General Kjell Eugenio Laugerud García berief ihn am 1. August 1976 zum Ministro de Gobernación. Als solcher fielen die Policía Nacional und die zivile Geheimpolizei in seinen Zuständigkeitsbereich. Álvarez Ruiz schuf sich ein breites Netz von Informanten, Entführern und Folterern mit dem Ziel, marxistische Gruppierungen zu bekämpfen. Seine Besessenheit ging so weit, dass er in seinem eigenen Haus einen Folterkeller einrichten ließ. Als Regierungsverantwortlicher für Sicherheitspolitik trieb er die Asymmetrische Kriegführung auf die Spitze und wurde zum größten Unsicherheitsfaktor für vermeintliche und tatsächliche politisch Oppositionelle.
Der Bericht der Comisión para el Esclarecimiento Histórico ordnet Álvarez auch die Morde an seiner Frau, an dem früheren Bürgermeister Manuel Colom Argueta, an dem Oppositionspolitiker Alberto Fuentes und einem Funktionär einer Studentenvereinigung, Oliverio Castañeda, zu.
Nach dem Putsch, welcher Efraín Ríos Montt im März 1982 an die Macht brachte, ging er ins Exil. Von 1983 bis 1989 war er in Miami. 1989 erhielt er eine Aufenthaltsgenehmigung in Mexiko. Seit dem 10. Dezember 2003 gibt es einen Haftbefehl für Álvarez von der Audiencia Nacional de España. Die Delikte, die Alvarez Ruiz heute angelastet werden, sind Folter, Völkermord und Staatsterror während des guatemaltekischen Bürgerkrieges.
Anfang 2005 wurde er in Mexiko-Stadt vermutet.